# Abdijcross

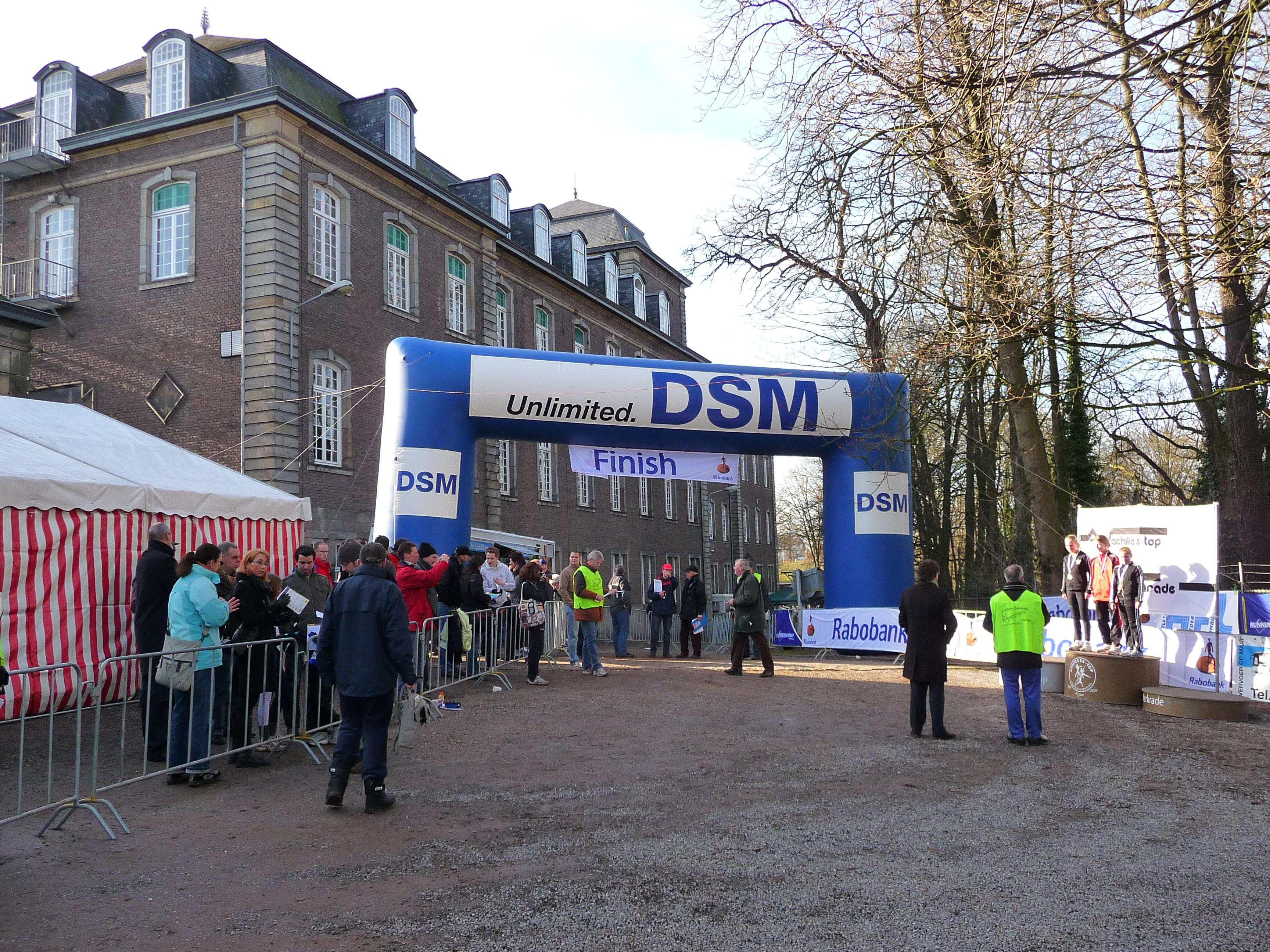
Finish en huldigingsceremonie tijdens de Abdijcross 2009

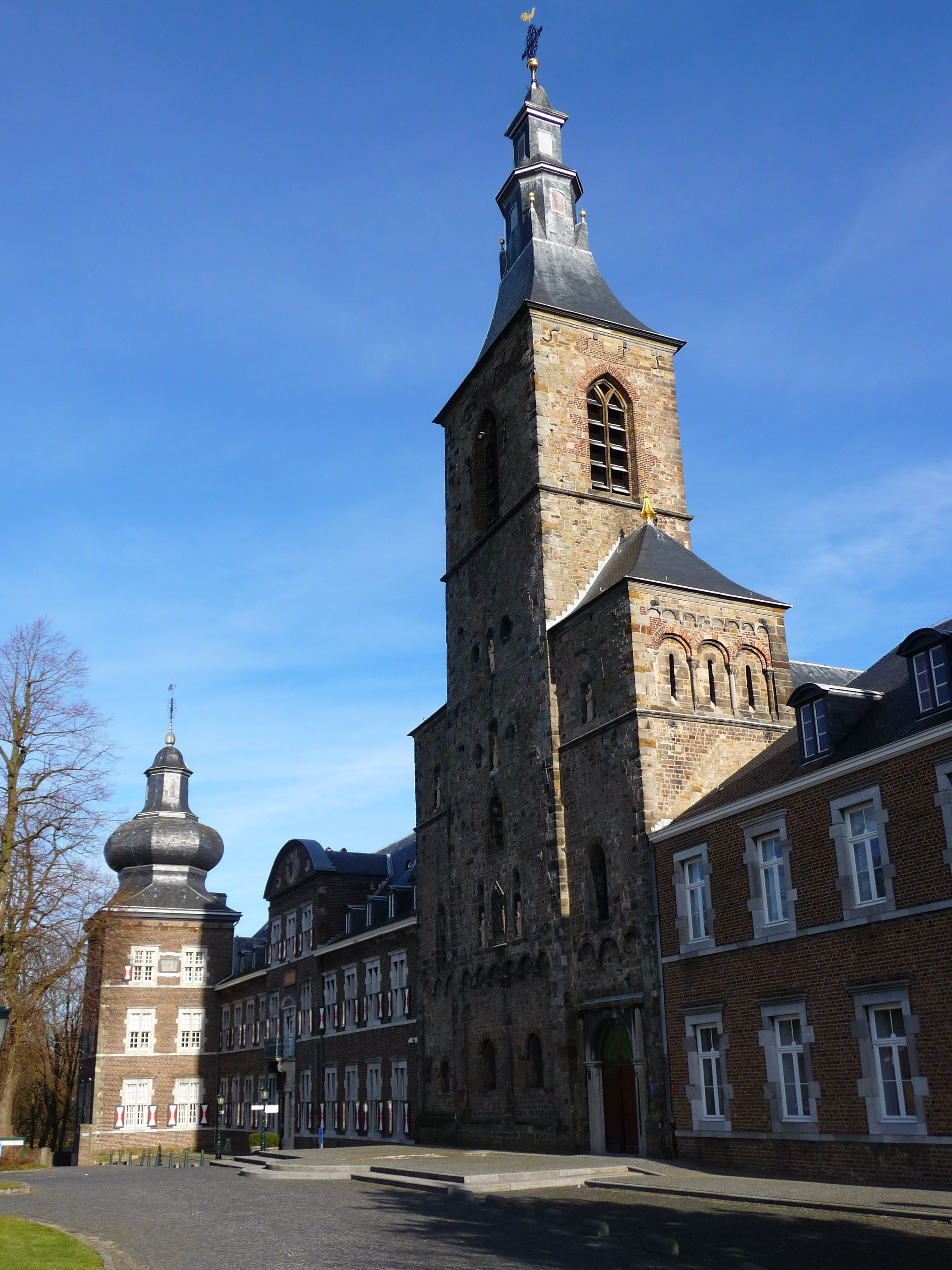
Abdij Rolduc

De Abdijcross is een hardloopwedstrijd die elke winter gelopen wordt op het terrein van Abdij Rolduc in Kerkrade. De veldloop wordt georganiseerd door Achilles Top. De eerste editie van de Abdijcross was in 1963, in 2009 werd de loop voor de 45e maal gelopen. In 2015 vond het NK Cross tijdens de Abdijcross plaats.
De Abdijcross maakt in het seizoen 2015/2016 deel uit van het nationaal Lotto Crosscircuit, samen met de Warandeloop, de Sylvestercross, de Mastboscross en het NK Cross in Oldenzaal.

## Parcours
Er wordt doorgaans een lange en een korte cross gelopen. Het parcours bestaat uit een aantal rondes over het terrein van de abdij. Het wordt gekenmerkt door steile paden en relatief grote hoogteverschillen. Over het algemeen wordt het parcours als zwaar ervaren door de deelnemers.

## Uitslagen

### Lange cross
| Jaar      | Snelste man                   | Land                          | Tijd                          | Afstand                       | Snelste vrouw                 | Land                          | Tijd                          | Afstand                       |
| --------- | ----------------------------- | ----------------------------- | ----------------------------- | ----------------------------- | ----------------------------- | ----------------------------- | ----------------------------- | ----------------------------- |
| 1995      | Woldeslessa Milkessa          | Nederland                     |                               |                               | Vivian Ruijters               | Nederland                     |                               |                               |
| 1996      | Fransua Woldemariam           | Nederland                     |                               |                               | Ine Jaspers                   | België                        |                               |                               |
| 1997      | Theo van den Abeele           | België                        |                               |                               | Isabelle Sluysmans            | België                        |                               |                               |
| 1998      | Julius Gidabuday              | Tanzania                      |                               |                               | Wilma Rusman                  | Nederland                     |                               |                               |
| 1999      | Joeri Schoffelen              | België                        |                               |                               | Vivian Ruijters               | Nederland                     |                               |                               |
| 2000      | Dogne Alemu                   | Ethiopië                      |                               |                               | Isabelle Sluysmans            | België                        |                               |                               |
| 2001      | Berhane Gebremeskel           | België                        |                               |                               | Anjolie Wisse                 | Nederland                     | 19.46                         | 4.850 m                       |
| 2002      | Berhane Gebremeskel           | België                        |                               |                               | Daphne Panhuysen              | Nederland                     | 18.51                         |                               |
| 2003      | Nelson Birgen                 | Kenia                         |                               |                               | Jematia Chemaringo            | Kenia                         |                               |                               |
| 2004      | Jan Havlicek                  | Tsjechië                      |                               |                               | Barbara Kuncoca               | Tsjechië                      |                               |                               |
| 2005      | Patrick Stitzinger            | Nederland                     |                               | 9.600 m                       | Maud Golsteyn                 | Nederland                     |                               |                               |
| 2006      | Roger Smeets                  | Nederland                     | 31.31                         | 9.660 m                       | Marijke Krutzen               | Nederland                     | 41.08                         | 9.660 m                       |
| 2007      | Roger Smeets                  | Nederland                     | 34.28                         | 10.650 m                      | Lara Klaassen                 | Nederland                     | 45.45                         | 10.650 m                      |
| 2008      | Hassan Mahboub Ali            | Bahrein                       | 28.48                         | 9.500 m                       | Isabelle Sluysmans            | België                        | 35.53                         | 9.500 m                       |
| 2009      | Abdelhadi El Hachimi          | Marokko                       | 29.58                         | 9.500 m                       | Isabella Sluysmans            | België                        | 37.21                         | 9.500 m                       |
| 2010      | Abderrahim El Asri            | Marokko                       | 29.32                         | 9.500 m                       | Silke Optekamp                | Duitsland                     | 35.20                         | 9.500 m                       |
| 2011      | Abderrahim El Asri            | Marokko                       | 29.48                         | 9.500 m                       | Kim Bosmans                   | België                        | 37.09                         | 9.500 m                       |
| 2012      | Khalid Choukoud               | Nederland                     | 30.09                         | 9.500 m                       | Masila Ndunge                 | Kenia                         | 26.23                         | 7.300 m                       |
| 2013      | Amos Mitei                    | Kenia                         | 30.23                         | 9.500 m                       | Maureen Koster                | Nederland                     | 27.09                         | 7.900 m                       |
| 2014      | Titus Mbishei                 | Kenia                         | 29.44                         | 9.500 m                       | Virginia Nyambura             | Kenia                         | 26.15                         | 7.400 m                       |
| 2015      | Khalid Choukoud               | Nederland                     | 33.12                         | 11.050 m                      | Ayele Zewdnesh                | Ethiopië                      | 26.20                         | 7.900 m                       |
| 2016      | Dame Tasama                   | België                        | 33.06                         | 10.500 m                      | Veerle Dejaeghere             | België                        | 26.54                         | 7.400 m                       |
| 2017      | David Nilsson                 | Zweden                        | 33.46                         | 10.500 m                      | Imana Truyers                 | België                        | 27.42                         | 7.400 m                       |
| 2018      | Chakib Lachgar                | Spanje                        | 34.02                         | 10.500 m                      | Sylvia Medugu                 | Denemarken                    | 27.17                         | 7.400 m                       |
| 2019      | Samuel Fitwi                  | Duitsland                     | 32.58                         | 10.500 m                      | Anna Gehring                  | Duitsland                     | 25.58                         | 7.400 m                       |
| 2020      | Mahamed Mahamed               | Verenigd Koninkrijk           | 33.07                         | 10.500 m                      | Bo Ummels                     | Nederland                     | 26.32                         | 7.400 m                       |
| 2021 2022 | Geen Abdijcross wegens Corona | Geen Abdijcross wegens Corona | Geen Abdijcross wegens Corona | Geen Abdijcross wegens Corona | Geen Abdijcross wegens Corona | Geen Abdijcross wegens Corona | Geen Abdijcross wegens Corona | Geen Abdijcross wegens Corona |
| 2023      | David Nilsson                 | Zweden                        | 34.43                         | 10.500 m                      | Ruth van der Meijden          | Nederland                     | 28.25                         | 7.400 m                       |
| 2024      | Yannick Michiels              | België                        | 35.44                         | 10.500 m                      | Emmy van den Berg             | Nederland                     | 28.40                         | 7.400 m                       |